# Combat 18
Combat 18 (или C18) — британская праворадикальная террористическая организация, основанная неонацистской организацией «Blood and Honour» после заключения соглашения между Британским национальным фронтом и фанатской группировкой «Chelsea Headhunters» в 1992 году.
Число 18 — популярная в нацистской среде замена имени Адольф Гитлер (Adolf Hitler: 1 — это первая буква латинского алфавита «А», 8 — восьмая, «H»).

## История
В начале 1992 года крайне правая Британская национальная партия (БНП) сформировала Combat 18 в качестве руководящей группы, целью которой была защита своих мероприятий от антифашистов. Его основателями были Чарли Сарджент и Гарольд Ковингтон. На создателей группы повлияли идеи Уильяма Пирса.
C18 вскоре привлекла внимание страны угрозами насилия в отношении иммигрантов, представителей этнических меньшинств и левых. В 1992 году она начала издавать журнал Redwatch, который содержал фотографии, имена и адреса политических противников. Combat 18 была открыто неонацистской группировкой, исповедующей насилие и отвергающей выборы. По этой причине Сарджент решительно отделился от BNP в 1993 году.
Вскоре отделения «C18» стали появляться во многих европейских странах, в том числе в Бельгии, Нидерландах, Германии, России, Сербии, Болгарии, Северной Ирландии, Шотландии, Дании, Исландии, Канаде, США.